# Rodeo Girl
Rodeo Girl (titulado: La chica del rodeo en España y Chica vaquera en México) es un telefilme estadounidense de drama y deporte de 1980, dirigido por Jackie Cooper, escrito por Katharyn Powers, musicalizado por Al De Lory, en la fotografía estuvo Howard Schwartz y los protagonistas son Katharine Ross, Bo Hopkins y Candy Clark, entre otros. Este largometraje fue producido por Marble Arch Productions y Steckler Productions; se estrenó el 17 de septiembre de 1980.

## Sinopsis
Sammy Garrett, la mujer de un campeón de rodeo, está harta de su rol secundario en el hogar como ama de casa. Entonces, se transforma en una aspirante a jinete de rodeo, apoyada por su madre, que en el pasado era artista, y finalmente afronta su nueva forma de vida, pese a que su marido no esté de acuerdo. Este largometraje está basado en la verdadera historia de Sue Pirtle, campeona de rodeo.